# 1928 ve fotografii

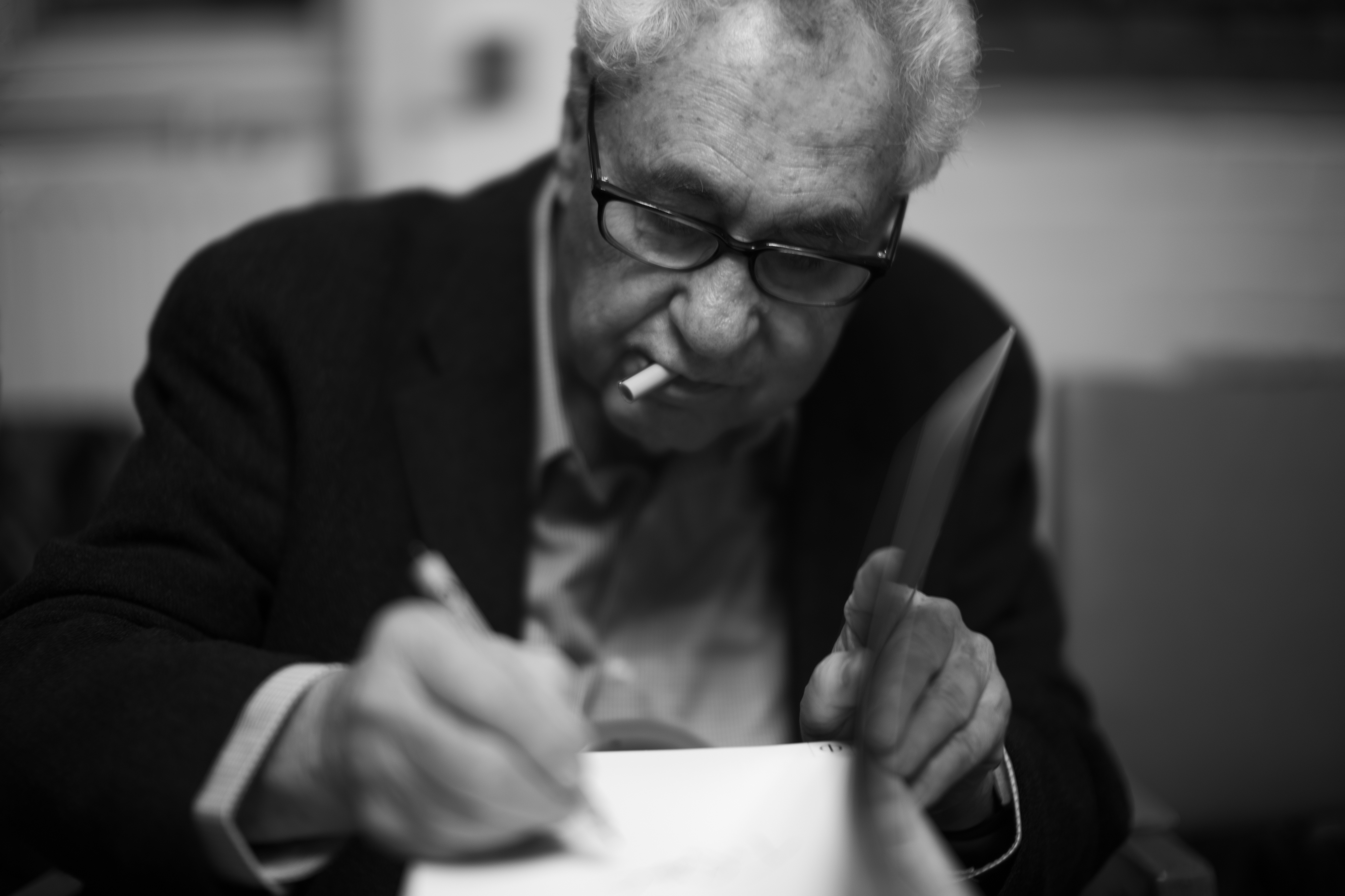
Dne 26. července se narodil americký fotograf Elliott Erwitt

Tento článek obsahuje významné fotografické události v roce 1928.

## Události
- André Kertész pořídil fotografii The Fork (Vidlička).
- Charles Sheeler pořídil fotografii Upper Deck.[1]

## Galerie
Karl Blossfeldt vydal v Berlíně knihu nazvanou Pratvary umění, ve které bylo více než sto makrofotografií květů, listů a jiných částí rostlin. Chtěl ukázat, že umění má vždy předobraz v přírodě, z níž vyšlo nejen umění, ale i sám člověk.

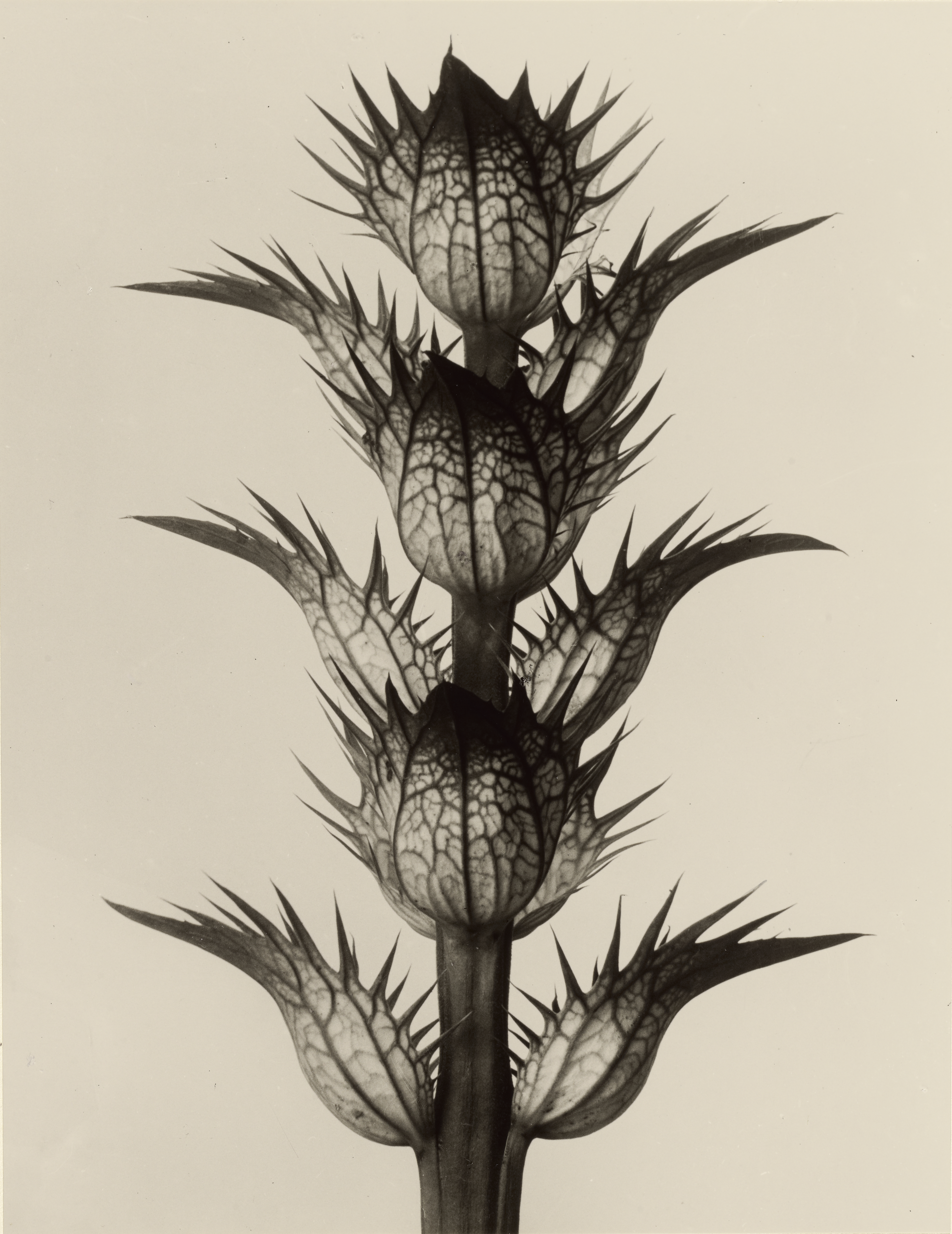
Karl Blossfeldt: Acanthus mollis, 1928
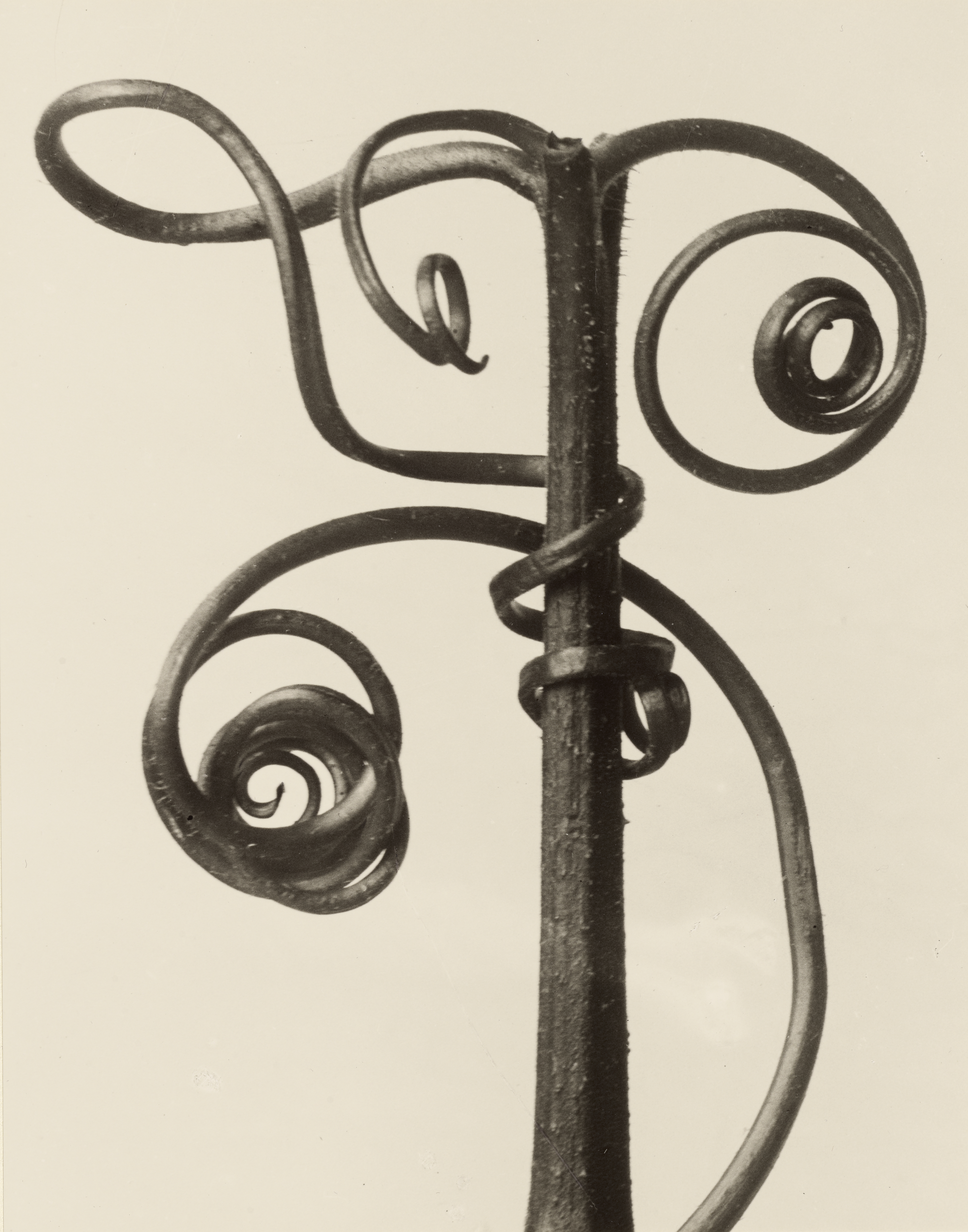
Karl Blossfeldt: Cucurbita, 1928
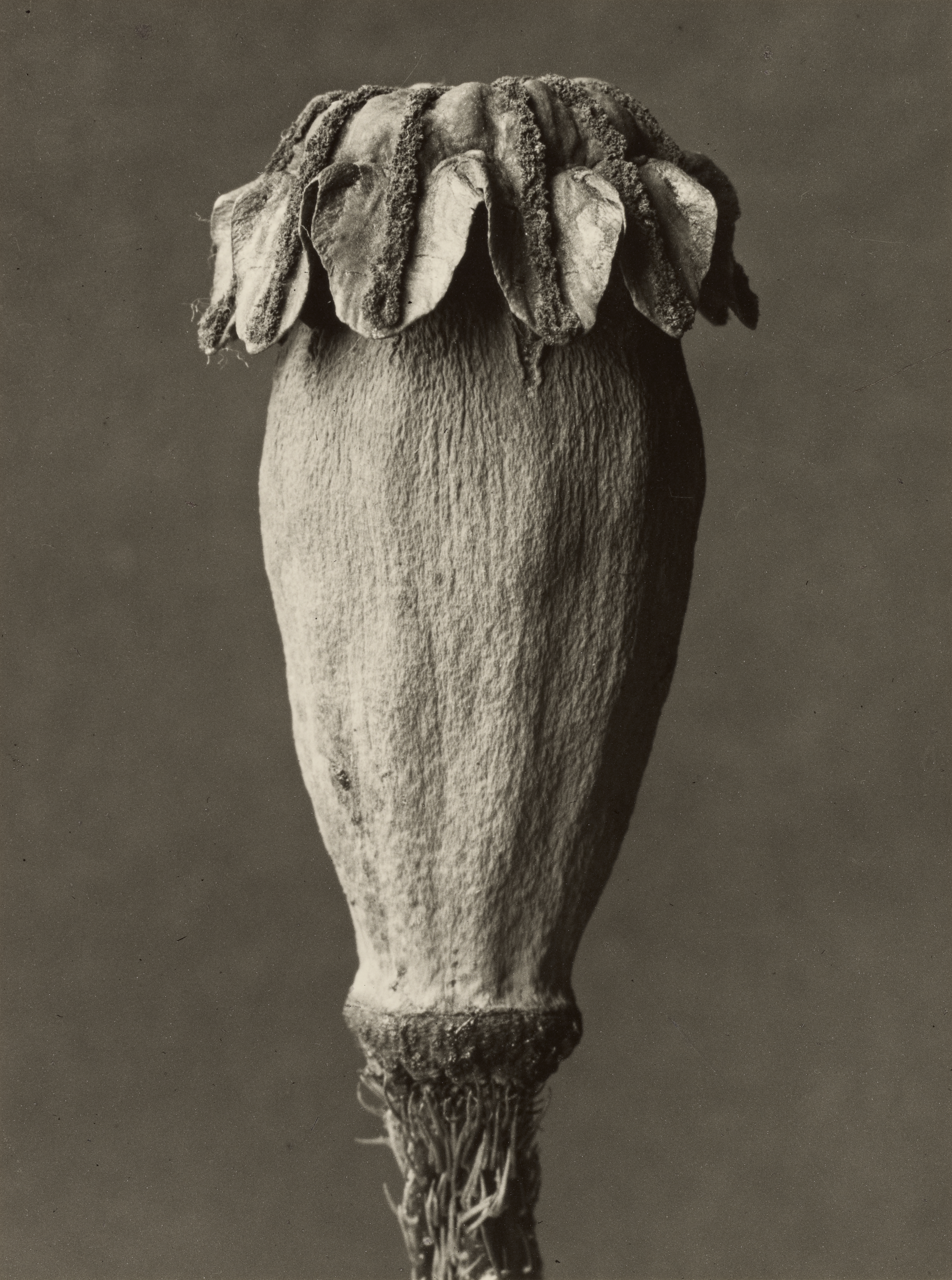
Karl Blossfeldt: Papaver orientalis, 1928–1932
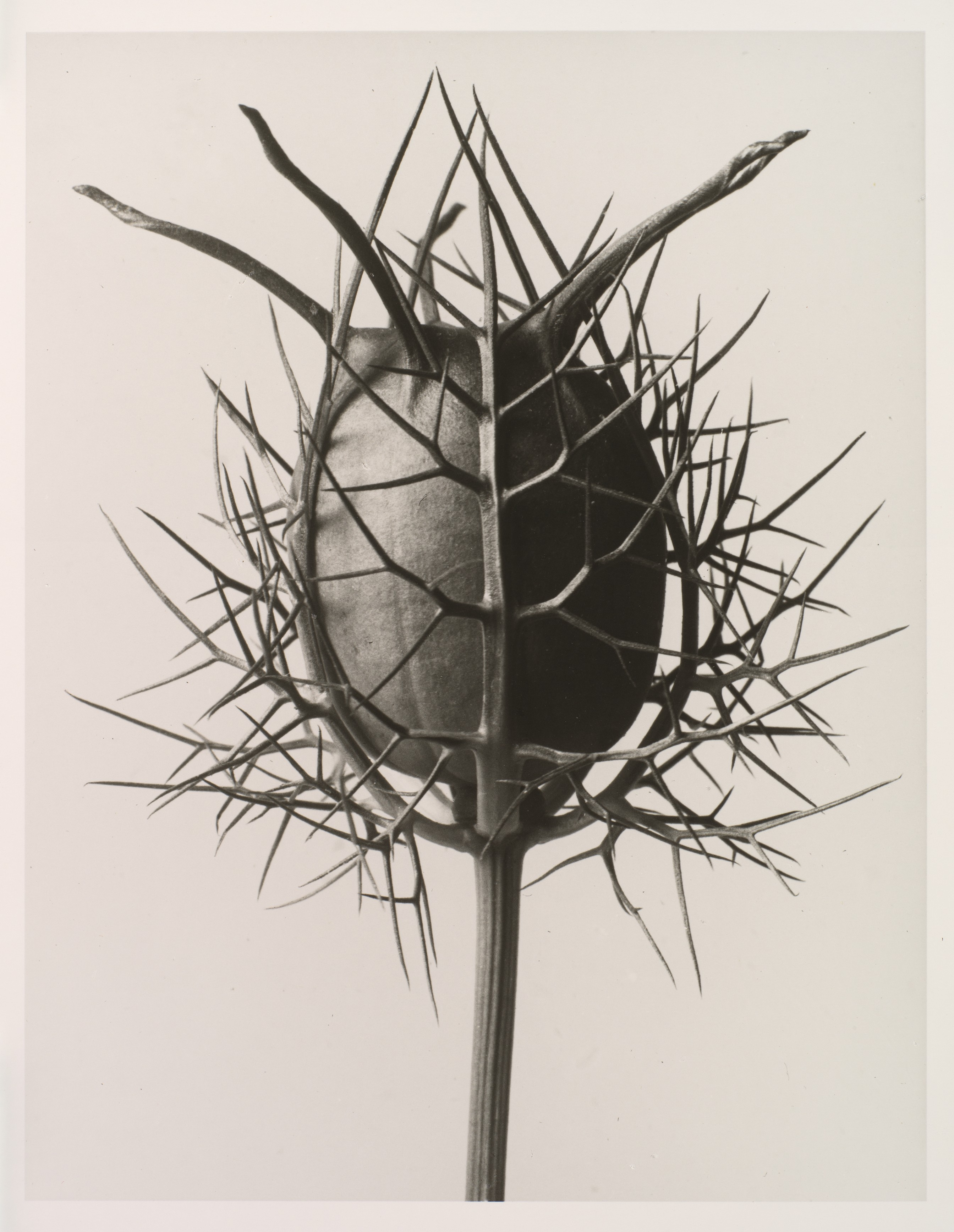
Karl Blossfeldt: Nigella Damascena Spinnenkopf

## Narození v roce 1928

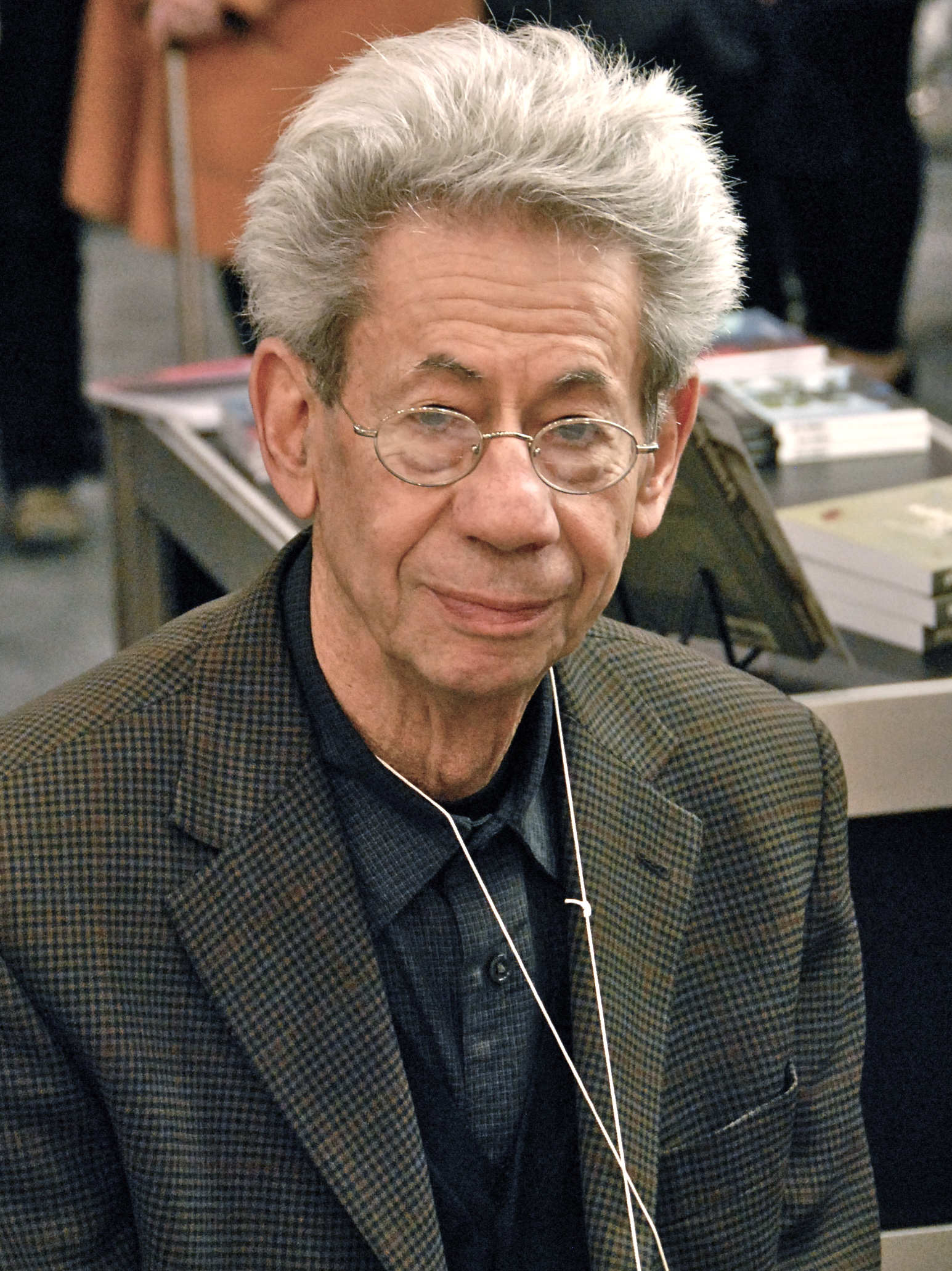
Dne 3. února se narodil Gabor Szilasi, kanadský fotograf maďarského původu

- 8. ledna – Tore Johnson, švédský fotograf († 14. května 1980)
- 14. ledna – Garry Winogrand, americký fotograf († 19. března 1984)
- 28. ledna – Raoul de Godewarsvelde, francouzský fotograf a zpěvák († 14. dubna 1977)
- 3. února – Gabor Szilasi, kanadský fotograf maďarského původu
- 18. února – Leif Preus, norský fotograf († 5. května 2013)
- 25. února – Herman Puig, kubánský režisér a fotograf, zakladatel Cinémathèque de Cuba
- 17. března – Bjørn Fjørtoft, norský fotograf († 8. února 2015)
- 21. března – Bohumil Gallo, slovenský fotograf
- 25. března – Marie Šechtlová, česká fotografka († 5. července 2008)
- 2. dubna – Henri Stierlin, švýcarský novinář, spisovatel populárních děl o dějinách umění a architektury a fotograf († 10. září 2022)
- 7. dubna – Erich Einhorn, český fotograf a publicista († 16. května 2006)
- 19. dubna – William Klein, americký fotograf, režisér a scenárista († 10. září 2022)
- 28. dubna – Frank Horvat, chorvatsko-francouzský fotograf († 21. října 2020)
- 30. dubna – Georg Gerster, švýcarský novinář a průkopník letecké fotografie († 8. února 2019)
- 30. dubna – Hryhoryj Lazarevyč Navryčevskyj, ukrajinský fotoreportér, umělecký fotograf a novinář († 5. prosince 2009)
- 30. května – Agnès Varda, francouzská fotografka, filmová režisérka a scenáristka († 29. března 2019)
- 1. června – Anna Fárová, česká historička a teoretička fotografie († 27. února 2010)
- 9. června – Daniel Reynek, český tiskař a umělecký fotograf († 23. září 2014)
- 22. června – Jean Suquet, francouzský spisovatel, básník a fotograf († 2007)
- 2. července – Ester Plicková, slovenská etnografka a umělecká fotografka († 1. prosince 2011)
- 24. července – Dennis Stock, americký fotograf, člen agentury Magnum Photos († 11. ledna 2010)
- 26. července – Elliott Erwitt, americký reklamní a dokumentární fotograf francouzského původu známý svými černobílými snímky ironických a absurdních situací z každodenního života, prezident a viceprezident agentury Magnum Photos, legendární jsou jeho fotografie psů († 29. listopadu 2023)
- 12. srpna – Jiří Zahradník, český entomolog, fotograf a hudebník († 27. ledna 2020)
- 26. srpna – Daniel Frasnay, francouzský fotograf († 23. září 2019)
- 28. srpna – Ugo Mulas, italský fotograf († 2. března 1973)
- 16. září – Denis Brihat, francouzský fotograf, architektura, reklama, experimentální fotografie (†  3. prosince 2024)
- 14. září – Alberto Korda, kubánský fotograf († 25. května 2001)
- 22. října – Willy Rizzo, italský fotograf celebrit a designér († 25. února 2013)
- 19. listopadu – Emila Medková, česká fotografka († 19. září 1985)
- 19. listopadu – Don Hunstein, americký fotograf (†  18. března 2017)
- 2. prosince – Radoslav Kratina, český sochař, grafik, průmyslový návrhář, fotograf, malíř a kurátor († 10. září 1999)
- 2. prosince – Guy Bourdin, francouzský módní a reklamní fotograf († 29. března 1991)
- 10. prosince – Erwin Fieger, německo-český fotograf (†  14. dubna 2013)
- 16. prosince – Pepe Fernándezová, argentinská spisovatelka, pianistka a fotografka žijící ve Francii (†  14. července 2006)
- ? – Harry A. Trask, americký fotožurnalista a držitel Pulitzerovy ceny za fotografii († 2002)
- ? – Tošio Fukada, japonský fotograf († ?)
- ? – Adama Kouyaté, malianský fotograf († 14. února 2020)
- ? – Jean Depara, konžský fotograf († 1997)
- ? – Ricard Terré, španělský fotograf († 29. října 2009)
- ? – Kimiko Nišimoto, japonská fotografka a internetová celebrita narozená v Brazílii (22. května 1928 – 9. června 2025)

## Úmrtí v roce 1928
- 6. ledna – Adolfo de Carolis, italský malíř, řezbář, spisovatel, ilustrátor a fotograf (* 7. února 1874)
- 24. února – François-Edmond Fortier, francouzský fotograf (* 2. září 1862)
- 22. března – Jan Nepomuk Langhans, český portrétní fotograf (* 9. července 1851)
- 26. května – Charles Kerry, australský fotograf (* 3. dubna 1857)
- 29. května – Wenzel Faber, český fotograf a sládek (* 26. února 1850)
- 28. dubna – Abram Joseph Bonda, nizozemský fotograf (* 25. listopadu 1872)
- 8. července – August Stauda, rakouský fotograf (* 19. července 1861)
- 22. srpna – Stefanos Stournaras, řecký malíř a fotograf, průkopník fotografie ve Volosu (* 1867)
- 9. září – Lucien Merger, francouzský fotograf (* 9. ledna 1865)
- 26. října – Ferdinand Schmutzer, rakouský malíř a fotograf (* 21. května 1870)
- 17. prosince – Frank Rinehart, americký malíř a fotograf (* 12. února 1861)
- 26. prosince – Evelyn Cameronová, britská fotografka, která se přestěhovala do Terry v Montaně, kde dokumentovala každodenní život na Divokém západě (* 26. srpna 1868)
- ? – Guilherme Gaensly, brazilský fotograf švýcarského původu (* 1843)
- ? – August Stauda, rakouský fotograf (* 1861)
- ? – Jakub Henner, polský fotograf působící v Přemyšli a Lvově (* 1862)
- ? – Nikifor Minkov, bulharský fotograf (* 1838)
- ? – George Edward Anderson, raný americký fotograf známý portréty a dokumentárními fotografiemi raných historických míst Církve Ježíše Krista a osad v Utahu  (* 28. října 1860 – 9. května 1928)
- ? – Marcelia Hammerová, norská fotografka působící v Kabelvågu (* 8. ledna 1860 – 13. března 1928)